# 野俣光孝
野俣 光孝（のまた みつよし、1958年 - ）は、日本の国土交通官僚。国土交通省中部運輸局長、国土交通省大臣官房危機管理・運輸安全政策審議官等を経て、空港振興・環境整備支援機構副理事長。

## 人物・経歴
神奈川県生まれ。1982年東京大学法学部卒業、運輸省入省。運輸省北海道運輸局地域交通企画課長、運輸省航空局レジャー航空指導室補佐官、国土庁長官官房総務課長補佐、国土交通省総合政策局不動産業課不動産市場整備室長等を経て、2002年国土交通省総合政策局不動産業課不動産投資市場整備室長。同年新東京国際空港公団企画室長。2004年新東京国際空港公団総合企画本部関連事業部長。
同年成田国際空港経営企画本部関連事業部長。同年国土交通省大臣官房参事官（危機管理担当）兼危機管理次長。2005年国土交通省政策統括官付政策調整官。同年海上保安庁警備救難部環境防災課長。2007年国土交通省総合政策局交通計画課長。2009年海上保安庁第七管区海上保安本部次長。2010年海上保安庁第二管区海上保安本部長。2011年気象庁総務部長。
2013年から国土交通省中部運輸局長を務め、訪日外国人旅行誘致に向けた「昇龍道プロジェクト」の推進にあたった。2015年国土交通省大臣官房危機管理・運輸安全政策審議官。2016年退官、東京海上日動火災保険株式会社顧問。2018年一般財団法人空港振興・環境整備支援機構副理事長（代表理事）。